# 大阪市立平野北中学校
大阪市立平野北中学校（おおさかしりつ ひらのきた ちゅうがっこう）は、大阪府大阪市平野区にある公立中学校。

## 概要
大阪市立中学校としては初めて、2001年度から服装選択の自由化を実施している。自由化構想は1996年に具体化し、その後3度の試行期間（1997年2月に3週間、1997年9月-12月の3ヶ月、1998年10月から3年間）を設けたのち、2001年秋から正式実施に踏み切った。しかし標準服は指定されており、卒業式など一部行事では着用が義務付けられている。
また校区内の小学校が大阪市立平野小学校1校のみという点を生かし、小学校との連携を念頭に置いた教育課程の編成や、教職員や児童・生徒の交流等をおこなっている。また2005年度には大阪市教育委員会より小中連携の研究校として指定を受けた。
1978年に大阪市立平野中学校から分離開校した。

## 沿革
- 1977年6月18日 - 学校の工事が着工される。のちにこの日を創立記念日と制定する。
- 1978年4月1日 - 開校。当時は大阪市立平野小学校校区の一部のみ中学校校区とする。
- 1979年12月7日 - 給食開始。
- 1988年 - 校区再編により、平野小学校校区のうち大阪市立平野中学校の校区に指定されていた地域を平野北中学校校区として編入。
- 2001年10月1日 - 服装選択自由化を正式に導入。

## 通学区域
- 大阪市立平野小学校の通学区域。
  - 大阪市平野区 平野馬場（一部を除く）、平野北（一部を除く）、平野元町、平野宮町、平野市町（一部を除く）、平野上町（一部を除く）、平野本町3丁目、平野本町4丁目（一部）、平野東1・2・4丁目（それぞれ一部）、西脇3丁目（一部）、加美正覚寺1丁目（一部）、加美西（一部）

## 交通
- 関西本線（大和路線） 平野駅 南東へ約500m。